# خوان مارتوس
خوان مارتوس (اسپانیایی: Juan Martos‎؛ زادهٔ ۱۵ ژوئن ۱۹۳۹) بازیکن بسکتبال اهل اسپانیا بود.
از باشگاه‌هایی که در آن بازی کرده‌است می‌توان به باشگاه بسکتبال بارسلونا اشاره کرد.